# Vicepresidente del Gobierno de España

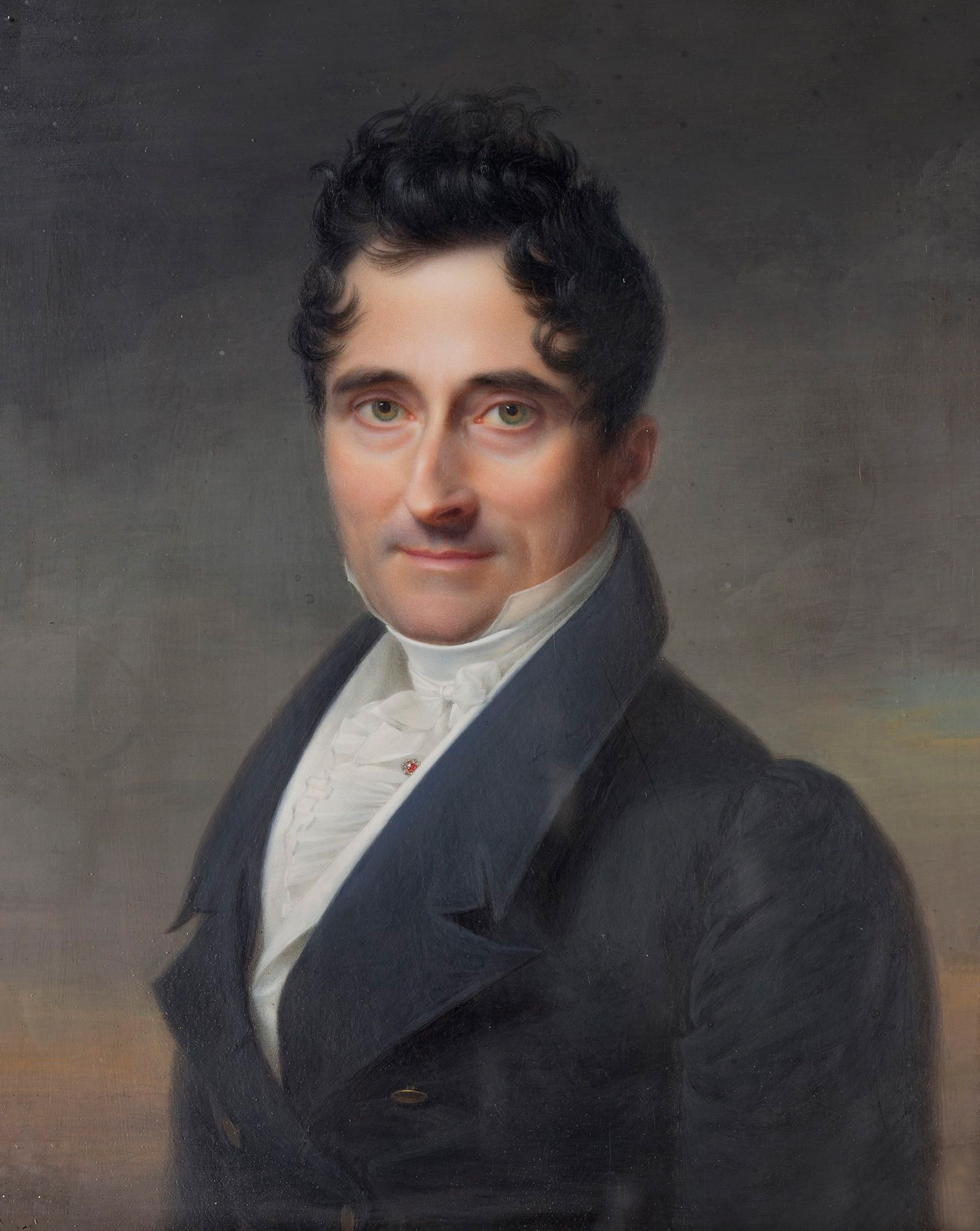
Joaquín María Ferrer, primer vicepresidente del Consejo de Ministros.

El vicepresidente del Gobierno de España es la segunda figura más importante del Gobierno español. El vicepresidente del Gobierno, tradicionalmente, suele ser a la vez el ministro de la Presidencia. Es nombrado, a propuesta del presidente del Gobierno, por el rey de España, ante el cual presta juramento o promesa. Su mandato, como el del resto del Gobierno, está ligado al del presidente, cesando automáticamente en cuanto él lo haga.
La actual vicepresidenta primera del Gobierno es María Jesús Montero. La vicepresidenta Montero es la vigésima tercera persona en ostentar dicha posición y la sexta mujer en hacerlo. Junto a ella, existen otras dos vicepresidencias, ocupadas por Yolanda Díaz y Sara Aagesen tras la salida de  Teresa Ribera.

## Historia
La vicepresidencia del Gobierno de España, al igual que la presidencia, se remonta al siglo XIX. Una parte de la doctrina considera la creación de la vicepresidencia en 1925, con la instauración del Directorio Civil de Miguel Primo de Rivera, sin embargo, las evidencias históricas demuestran que ya entre 1840 y 1841 existió el cargo bajo la denominación de vicepresidente del Consejo de Ministros, ejercido por quien posteriormente lideraría el propio Consejo, Joaquín María Ferrer. Tras el vicepresidente Ferrer, el cargó no volvió a utilizarse ni fue recogido por ninguna Constitución ni ley posterior hasta el siglo XX.
Dando por cumplidos los objetivos para los que el Directorio Militar fue creado, Primo de Rivera transformó el Gobierno de España en un gobierno civil en 1925, restableciendo el Consejo de Ministros, la Presidencia de este y volviendo a crear la Vicepresidencia, cuyo objetivo era sustituir al presidente en los casos de ausencia o enfermedad. Este vicepresidente, decía el artículo 3 del Real Decreto, era nombrado por el presidente de entre los miembros del Consejo de Ministros. La titularidad de la vicepresidencia recayó en el subsecretario de Gobernación, Severiano Martínez Anido, que compaginó el cargo con el de ministro de Gobernación.
Con la dimisión de Primo de Rivera y la caída de la monarquía, se instauró en España la Segunda República, que no previó en ningún momento la existencia de este cargo, sin embargo, en diciembre de 1933 el presidente Lerroux nombró a Diego Martínez Barrio vicepresidente del Consejo de Ministros, cargo al que renunció apenas tres meses después.
Al mismo tiempo que la presidencia, la vicepresidencia cambió de denominación con la ley de 30 de enero de 1938 a vicepresidencia del Gobierno y, con la formación del primer gobierno franquista, esta posición recayó en el militar Francisco Gómez-Jordana Sousa. Desde 1938 a 1981 el cargo recayó en militares, con la excepción de los vicepresidentes Torcuato Fernández Miranda (1973) y José García Hernández (1974-1975). A partir de 1981, con una democracia notablemente asentada en la sociedad, el presidente Calvo-Sotelo nombró a un civil como vicepresidente, Rodolfo Martín Villa, separando definitivamente al poder militar del poder ejecutivo, situación que se mantiene en la actualidad.
Además, desde 1974 existe en España la posibilidad de tener más de una vicepresidencia, llegando a tener en algunos periodos hasta cuatro vicepresidencias. En estas situaciones, el cargo de vicepresidente pasa a denominarse Vicepresidente Primero del Gobierno.

## Funciones
El vicepresidente no tiene ninguna función constitucional concreta. De acuerdo con la Ley del Gobierno, sus funciones serán las que le asigne el presidente así como sustituirlo en caso de vacante, ausencia, enfermedad o fallecimiento.
Al ser también habitualmente ministro de la Presidencia, asume también las funciones del cargo, siendo éstas:
- Asesorar al Presidente del Gobierno.
- La asistencia administrativa al Consejo de Ministros, presidir las Comisiones Delegadas del Gobierno y la Comisión General de Secretarios de Estado y Subsecretarios.
- El apoyo al presidente del Gobierno, en particular, en el ejercicio de las funciones relativas a la preparación y seguimiento del programa gubernamental.
- La coordinación interministerial que le encomienden las disposiciones vigentes, el Gobierno o su presidente.
- La asistencia al Gobierno en sus relaciones con las Cortes Generales.
- La preparación, desarrollo y seguimiento del programa legislativo del Gobierno y, en especial, de su tramitación parlamentaria.
- Las funciones de apoyo material, gestión económico-financiera, personal y, en general, cuantas otras que de esa naturaleza precisen el presidente del Gobierno y los órganos dependientes de la Presidencia del Gobierno.
- El titular de Presidencia ejerce también las funciones de Secretario del Consejo de Ministros.

## Gabinete
El vicepresidente del Gobierno, o en su caso, los vicepresidentes, disponen de un Gabinete, un órgano de carácter político que les asiste en tareas de confianza, tales como secretaría, relaciones institucionales, tareas de carácter parlamentario, comunicación, organización administrativa, asesoramiento sobre su rama de actividad y funciones similares.
En la actualidad, estos se encuentran regulados en la Ley del Gobierno de 1997 y en el Real Decreto 1009/2023, de 5 de diciembre, y están integrados por:
- Un director de Gabinete, con rango de subsecretario.
- Un director adjunto de Gabinete, con rango de director general.
- Ocho asesores, con rango de subdirectores generales.

## Línea de sucesión
Al poseer España un sistema parlamentario, la Constitución no recoge una línea de sucesión en la Jefatura del Gobierno. La Ley del Gobierno establece que, en caso de dimisión o cese del presidente del Gobierno, el Gobierno en pleno, incluyendo su presidente, se mantiene en funciones hasta la elección de uno nuevo. Sin embargo, hay dos supuestos en los que otra persona distinta del presidente del Gobierno debe asumir la jefatura del Gobierno en funciones: la muerte del presidente o la ausencia del presidente del territorio nacional. En tal caso, de conformidad con el artículo 13 de la mencionada Ley, asumen la suplencia:
1. El vicepresidente del Gobierno, en su caso y, en caso de existir varios, de acuerdo con su orden de prelación.
2. Los ministros del Gobierno, según el orden de precedencia de sus ministerios.

Conforme a lo previsto por la legislación vigente, en caso de fallecimiento o ausencia del actual presidente del Gobierno, la presidencia del Gobierno en funciones la asumiría la vicepresidenta primera del Gobierno y ministra de Hacienda, María Jesús Montero.

## Vicepresidentes segundos, terceros y cuartos
En España, existe la posibilidad de que, si el presidente del Gobierno lo ve necesario, pueda nombrar a más de un vicepresidente, habiendo habido en algunas legislaturas vicepresidente segundo y en algunas, incluso tercero y cuarto. Al primer vicepresidente del Gobierno, en estos casos, se le conoce también como vicepresidente primero del Gobierno.
Aquí las listas de los diferentes vicepresidentes que ha habido en España:
- El vicepresidente primero del Gobierno de España.
- El vicepresidente segundo del Gobierno de España.
- El vicepresidente tercero del Gobierno de España.
- El vicepresidente cuarto del Gobierno de España.